# Con ottava bassa
Con ottava bassa, coll'ottava bassa, con 8va bassa of coll'8va bassa (vaak afgekort tot 8va bassa of officieus tot -8va) is een Italiaanse muziekterm met betrekking tot de toonhoogte waarin een stuk of passage uitgevoerd dient te worden. Indien boven een stuk of passage een van bovenstaande aanwijzingen staat, is het de bedoeling dat de uitvoerend muzikant(en) de noten die volgen na deze aanwijzing een octaaf lager spelen dan ze genoteerd staan. Zo wordt bijvoorbeeld de toon c in het klein octaaf na de aanwijzing een c in het groot octaaf, etc. De term kan betrekking hebben op datgene wat een muzikant op dat moment moet spelen, maar ook op slechts een gedeelte ervan. Zo kan bij pianostukken de aanwijzing ook staan bij alleen de linkerhand of een specifieke melodielijn. Over het algemeen wordt deze aanwijzing gebruikt ten behoeve van de overzichtelijkheid. Bij zeer lage of hoge melodielijnen is de notenbalk niet toereikend en zijn hulplijnen nodig om de juiste toonhoogte te noteren. Als een in dit geval zeer lage passage voorkomt, wordt de lijn een octaaf te hoog genoteerd, zodat sneller duidelijk is hoe de melodielijn loopt, zonder eerst tijd kwijt te zijn met het uitzoeken welke tonen genoteerd staan.
Indien men niet één, maar twee octaven lager moet spelen, zal een van de volgende termen gebruikt worden: con quindecima bassa, con 15ma bassa of 15va bassa (wellicht ook -15va).

## Opheffing
Het verloop van deze aanwijzing kan op twee manieren aangegeven worden. Soms zal de componist met stippellijnen aangeven welke en hoeveel noten lager gespeeld moeten worden. In dat geval moet de muzikant op de plaats waar de stippellijn ophoudt weer de noten spelen zoals ze genoteerd staan. Men kan er ook voor kiezen zonder stippellijn te werken. In dat geval zal op de plaats waar men de noten weer moet spelen zoals ze genoteerd staan, de aanwijzing loco ("ter plaatse") staan.